# Ambrosia maritima
Ambrosia maritima es una especie de planta perteneciente a la familia de las asteráceas.

## Descripción
Es una planta anual o bienal, pubescente. Tallos de hasta 50 cm de altura. Hojas discoloras; las inferiores generalmente bipinnatisectas y con lóbulos pinnados; las más superiores pinnatisectas. Involucro de los capítulos masculinos de 2,8-3,2 mm, ciatiforme, con brácteas obtusas, herbáceas y pubescentes; el de los capítulos femeninos de 1,9-3 mm, formando en la fructificación una estructura de sección pentagonal, pubescente-glandulosa con 5 ángulos bien marcados, 5 tubérculos agudos hacia la parte media y un pico de 0,5-1,2 mm, con 5 dientes. Flores masculinas de 1,2-2 mm, amarillo-pálidas o cremas. Anteras blancas. Aquenios de c. 3,5 mm, ligeramente apiculados, negros. Florece y fructifica de agosto a octubre.

## Distribución y hábitat
Se encuentra en los arenales marítimos. Se distribuye por las costas del Sur de Europa, Turquía, Egipto, Macaronesia (Cabo Verde).

## Taxonomía
Ambrosia maritima fue descrita por    Carlos Linneo  y publicado en Species Plantarum 2: 988. 1753.
Etimología
Ver: Ambrosia
maritima: epíteto latino que significa "en la costa, cerca del mar".
Sinónimos
- Ambrosia senegalensis DC.<[4]